# Yrjö Kulovesi

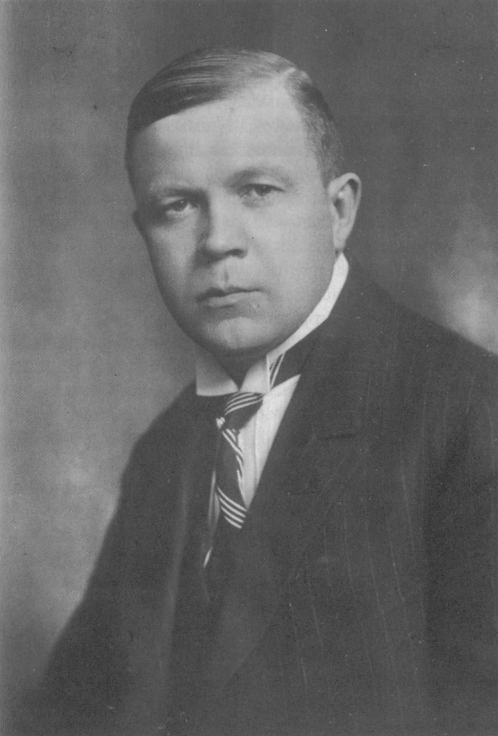
Yrjö Kulovesi (1924)

Yrjö Sakarias Kulovesi, bis 1906 Ringbom (* 13. Dezember 1887 in Tampere, Großfürstentum Finnland, Russisches Kaiserreich; † 29. September 1943 in Tampere, Finnland), war ein finnischer Schularzt, Psychoanalytiker, Mitglied der Wiener Psychoanalytischen Vereinigung und Mitbegründer der Arbeitsgruppe skandinavischer Psychoanalytiker.

## Leben
Yrjö Kulovesi wurde in Tampere als Sohn eines Herrenschneiders geboren. Er studierte Medizin in Helsinki und Göttingen. Im Jahr 1916 wurde er in Finnland zum Doktor der Medizin promoviert. Als der Bürgerkrieg in Finnland 1919 beendet war, wurde Kulovesi Präsident eines Komitees zur medizinischen Versorgung in Tampere und kümmerte sich um das städtische Gesundheitswesen. Tampere war durch den finnischen Bürgerkrieg stark in Mitleidenschaft gezogen worden. Kulovesi war zudem Mitglied des Stadtrats von Tampere und arbeitete als Schularzt an den Schulen in Tampere. Er war sehr interessiert an Kinder- und Volksbildung.
Kulovesi wurde mit der spärlichen Literatur zur Psychoanalyse in Finnland bekannt und reiste deshalb 1924 erstmals nach Wien. Hier unterzog er sich einer einmonatigen Analyse bei Eduard Hitschmann. Es folgte eine weitere Reise nach Wien in der Absicht, bei Sigmund Freud eine Analyse machen zu können. Dieser jedoch verwies ihn an Paul Federn. Kulovesi war zunächst Gast der Wiener Psychoanalytischen Vereinigung (WPV). Am 9. Dezember 1925 hielt er einen Vortrag zum Thema „Bedeutung des Raumfaktors für die Traumdeutung.“ Er veröffentlichte mehrere Arbeiten in der Internationalen Zeitschrift für Psychoanalyse. 1931 wurde er ordentliches Mitglied der Wiener Psychoanalytischen Vereinigung.
1931 gründete Yrjö Kulovesi gemeinsam mit Alfhild Tamm und Harald Schjelderup eine Arbeitsgruppe skandinavischer Psychoanalytiker. Diese Arbeitsgruppe wurde 1934 beim 13. Internationalen Psychoanalytischen Kongreß in Luzern offiziell anerkannt. Kulovesi schrieb das erste finnische Lehrbuch der Psychoanalyse Psykoanalyysi. 1936 erhielt er die Lehrbefugnis als Lehranalytiker.
Kulovesi war verheiratet mit der Krankenschwester Signe Bengs. Er machte die Psychoanalyse auch in den Literaturkreisen in Finnland bekannt. In den Jahren zwischen 1925 und 1939 erschienen in der finnischen medizinischen Fachzeitschrift „Duodecim“ etwa zwanzig Publikationen Kulovesis.

## Schriften (Auswahl)
- Der Raumfaktor in der Traumdeutung. In: Internationale Zeitschrift für Psychoanalyse. Band 13, 1927, S. 56–58.
- Zur Entstehung des Tics. In: Internationale Zeitschrift für Psychoanalyse. Band 15, 1929, S. 82–95.
- Psykoanalyysi. Helsinki 1933.
- Ein Beitrag zur Psychoanalyse des epileptischen Anfalls. In: Internationale Zeitschrift für Psychoanalyse. Band 24, 1939, S. 446–447.